# Biserica reformată din Giula

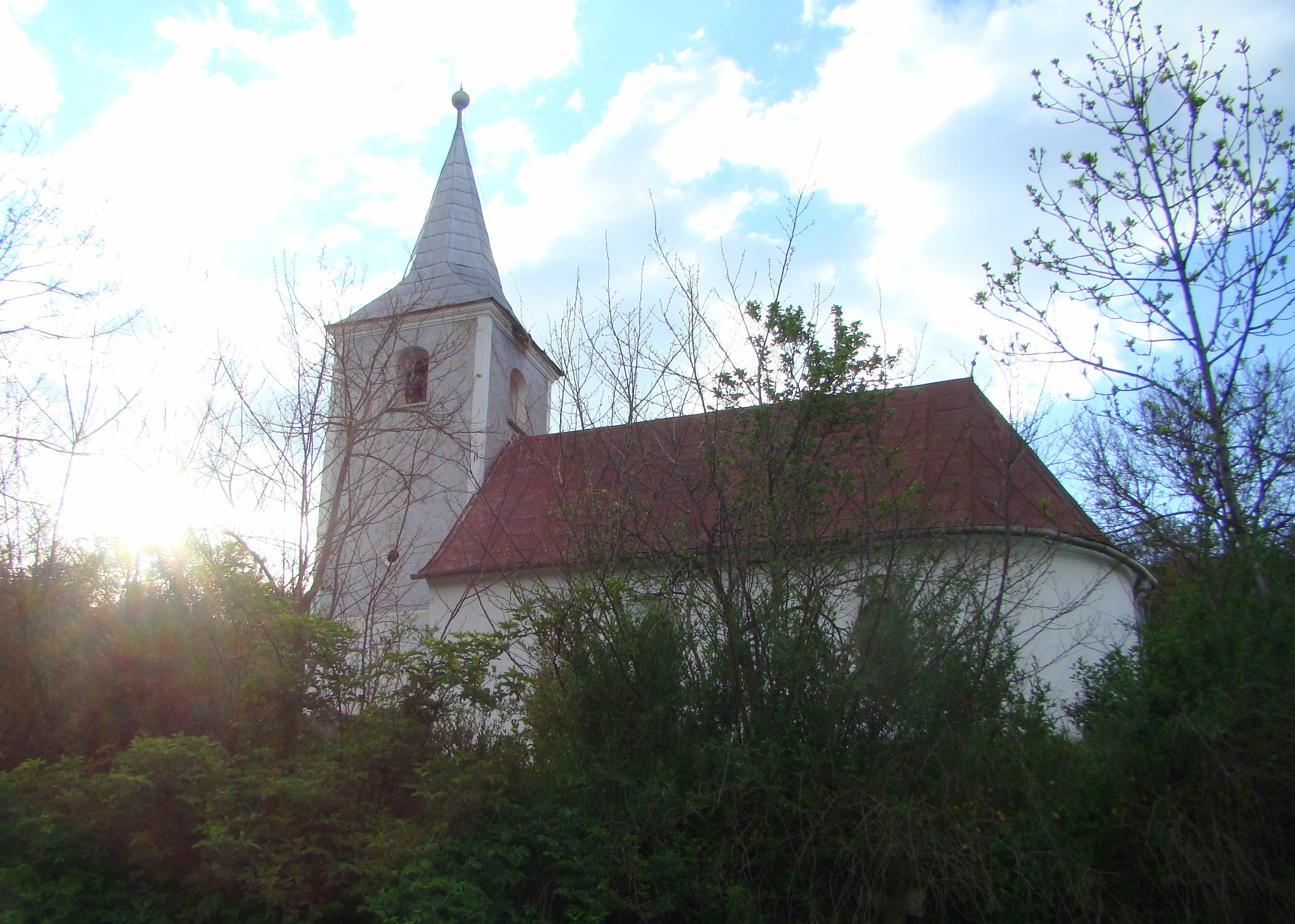
Biserica reformată din Giula (mai 2021)

Biserica reformată din Giula este un lăcaș de cult aflat pe teritoriul satului Giula comuna Borșa, județul Cluj. Datează cu probabilitate din secolul al XV-lea.

## Localitatea
Giula (în maghiară Kolozsgyula) este un sat în comuna Borșa din județul Cluj, Transilvania, România. A fost menționat pentru prima oară în anul 1307, cu denumirea Gyula.

## Biserica
Credincioșii catolici din perioada medievală au devenit în majoritate calvini în timpul Reformei, împreună cu biserica.
Inițial a fost parohie de sine stătătoare, dar din anul 1788, datorită scăderii numărului de enoriași, a devenit filie la Ciumăfaia.
Nu se cunoaște cu exactitate momentul construirii bisericii, dar datorită elementelor specifice stilului gotic ar fi putut fi construită la începutul secolului al XV-lea. Clopotul datează din secolul al XVI-lea. Înfățișarea actuală se datorează modificărilor aduse în secolul al XVIII-lea.

## Imagini din exterior

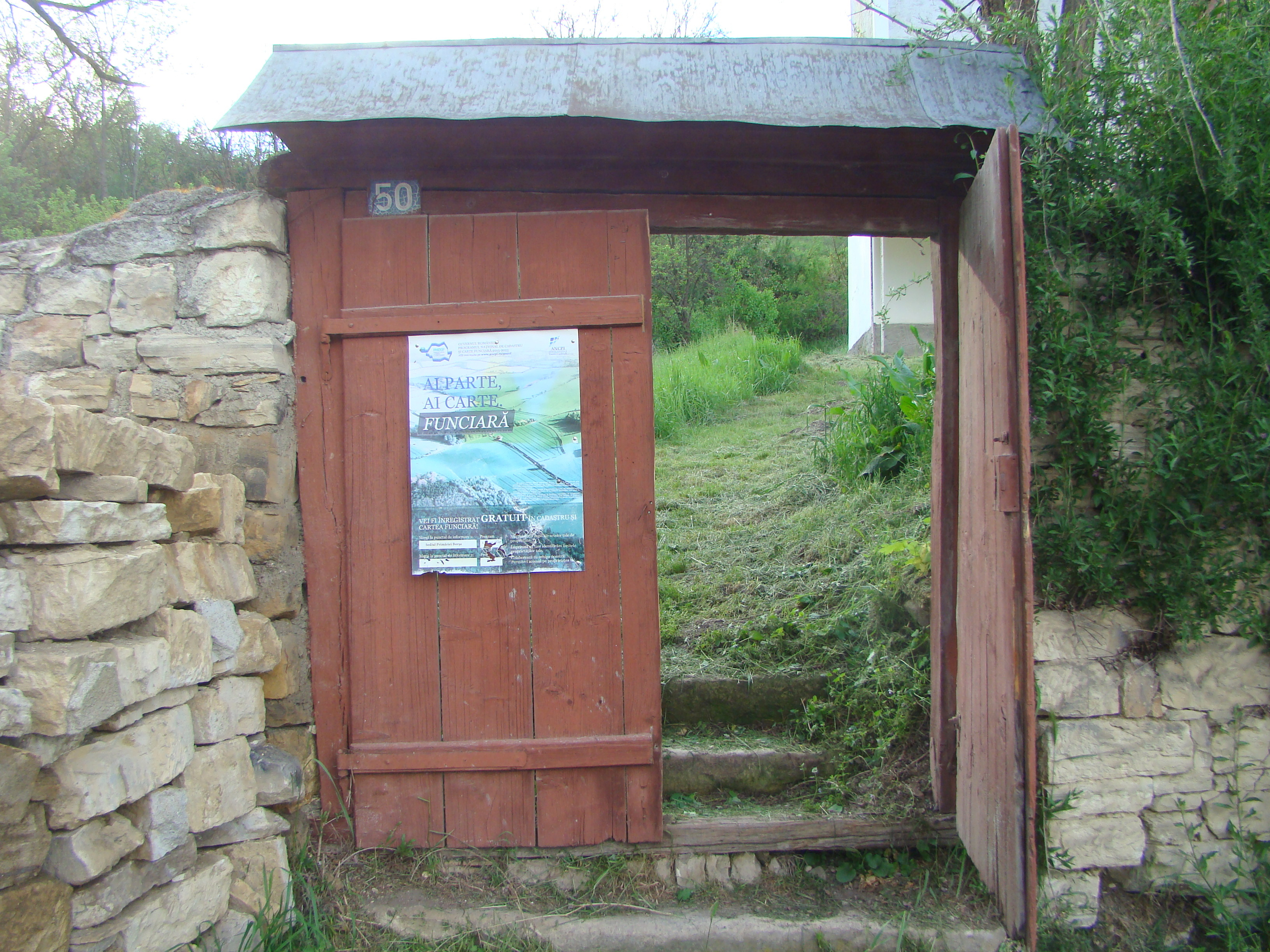
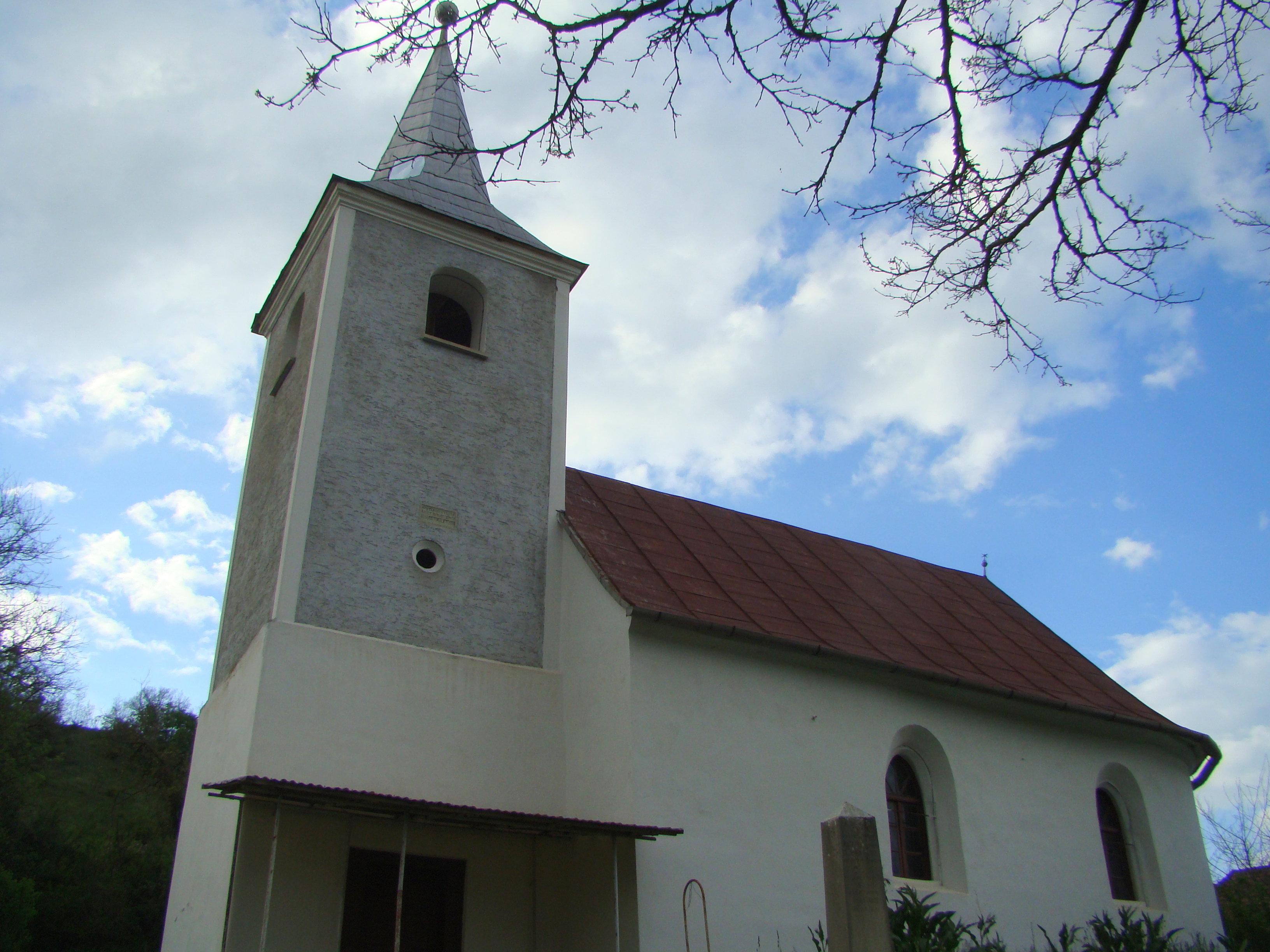
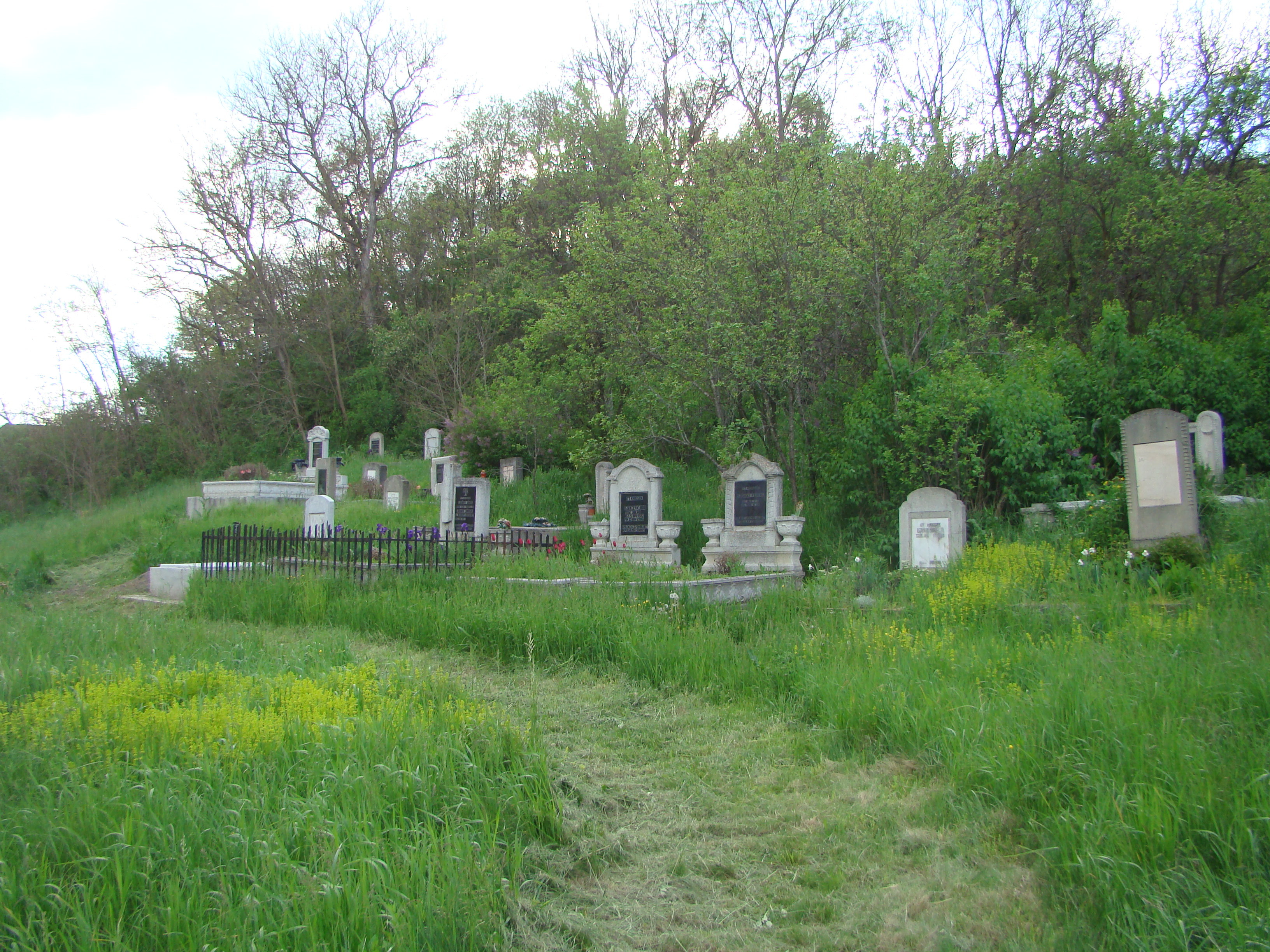
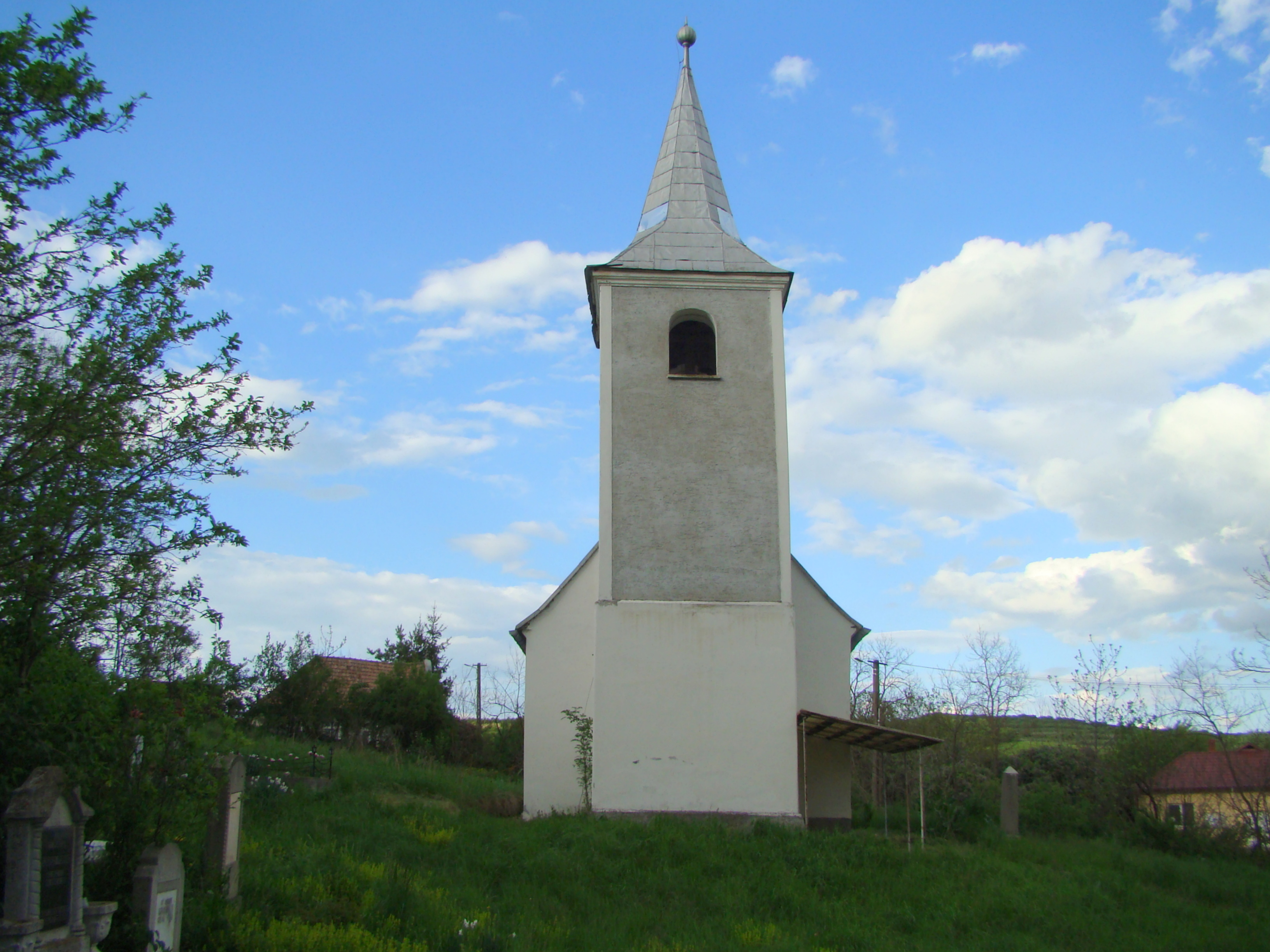
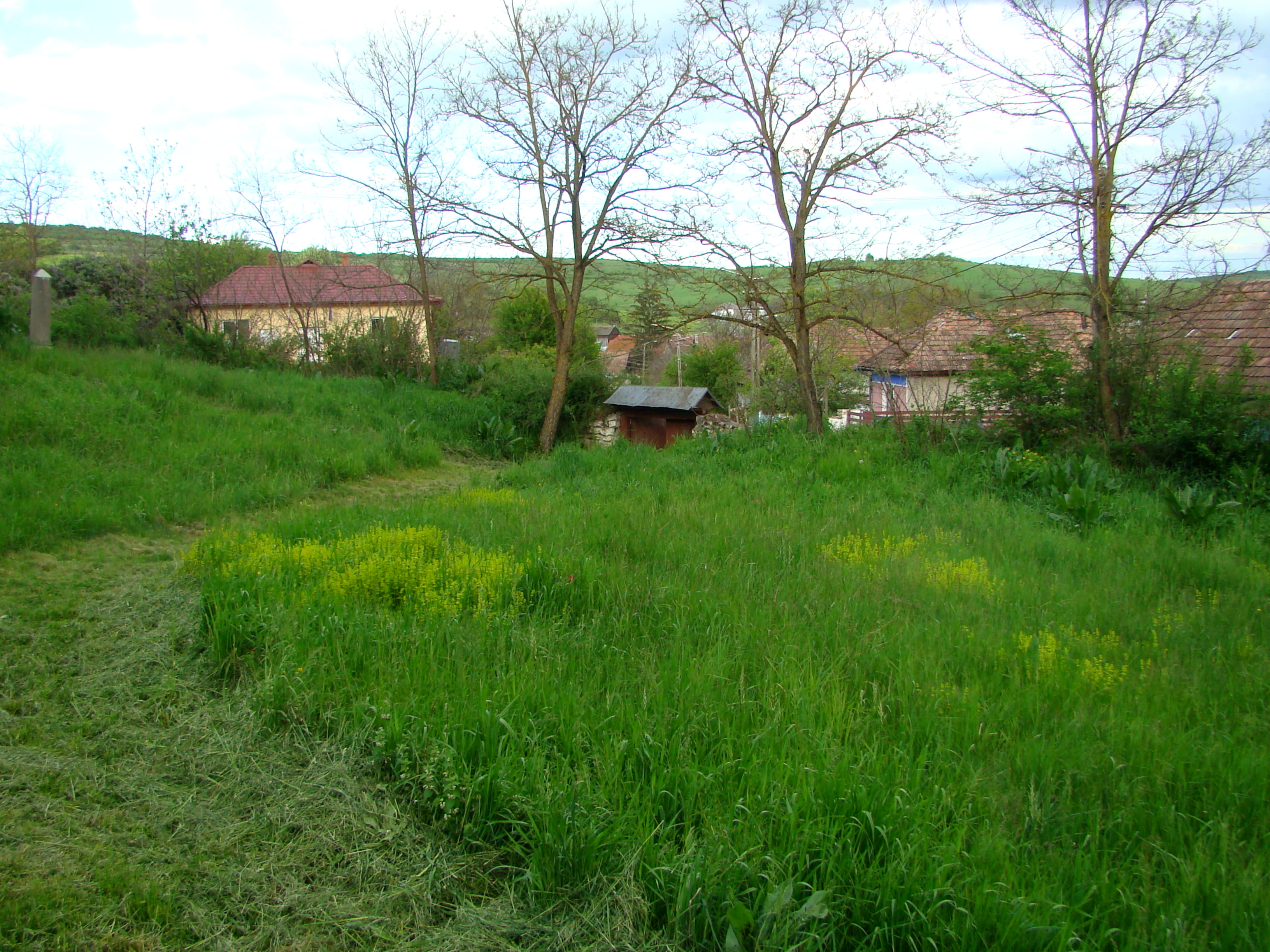
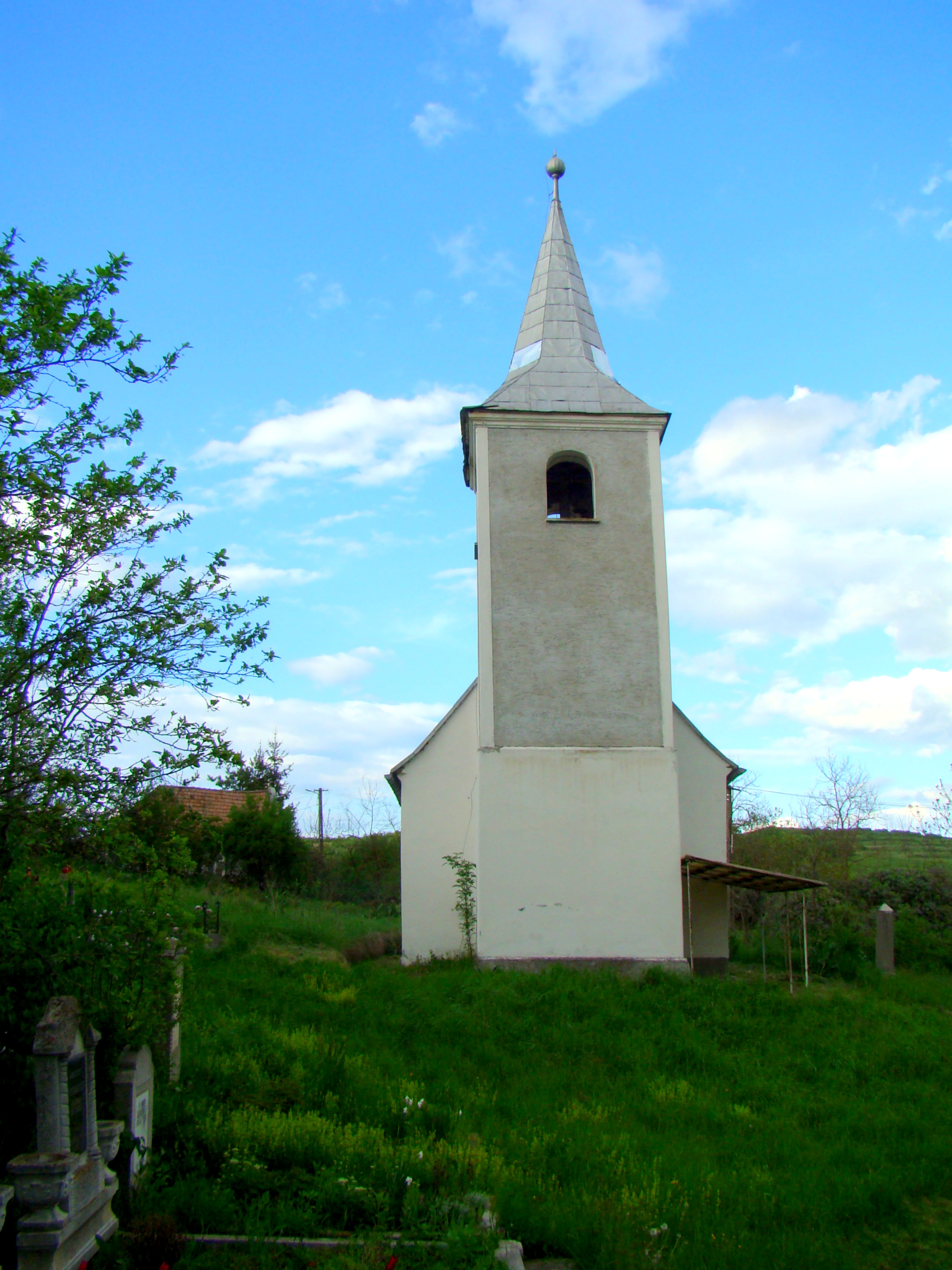
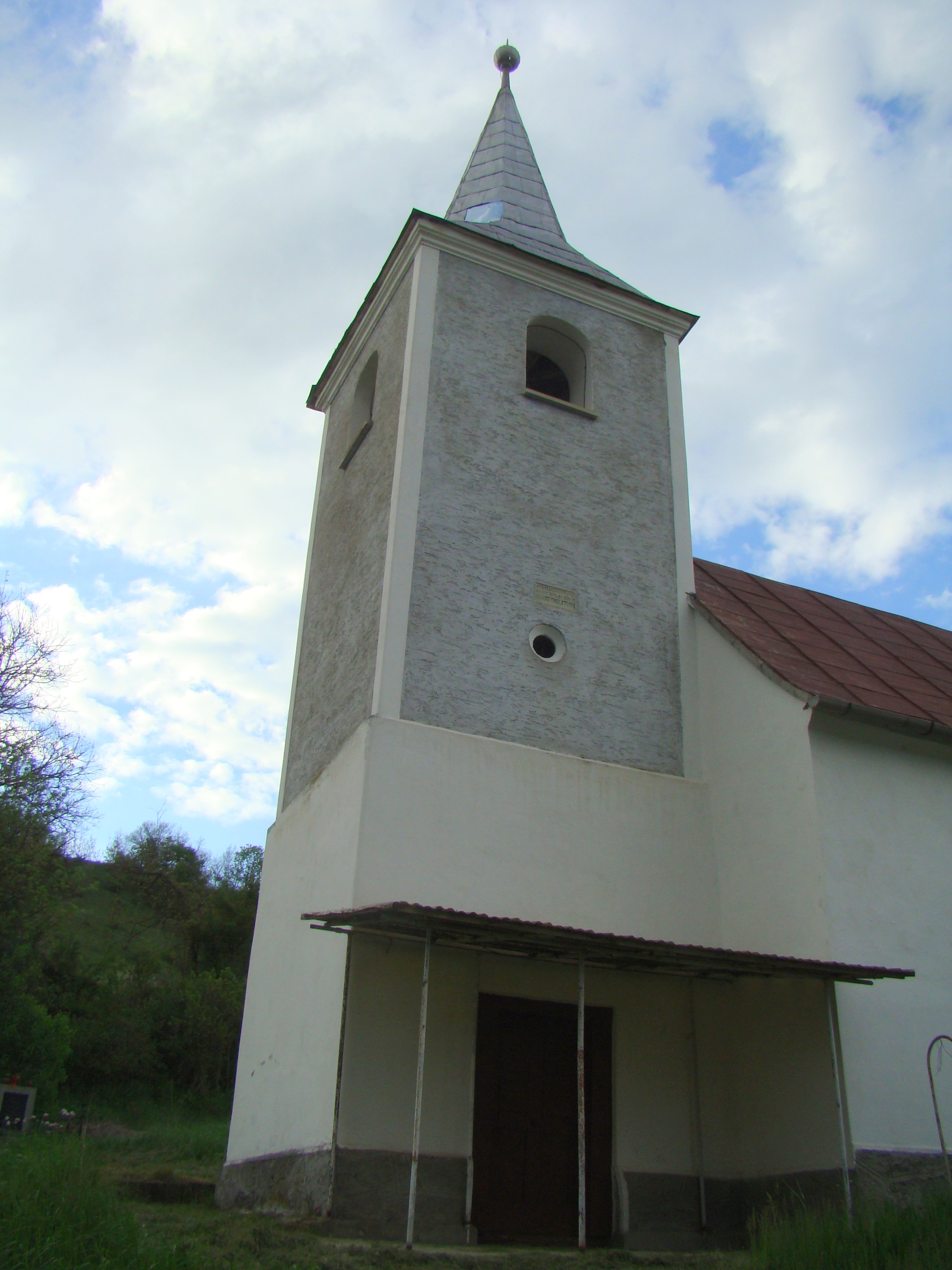
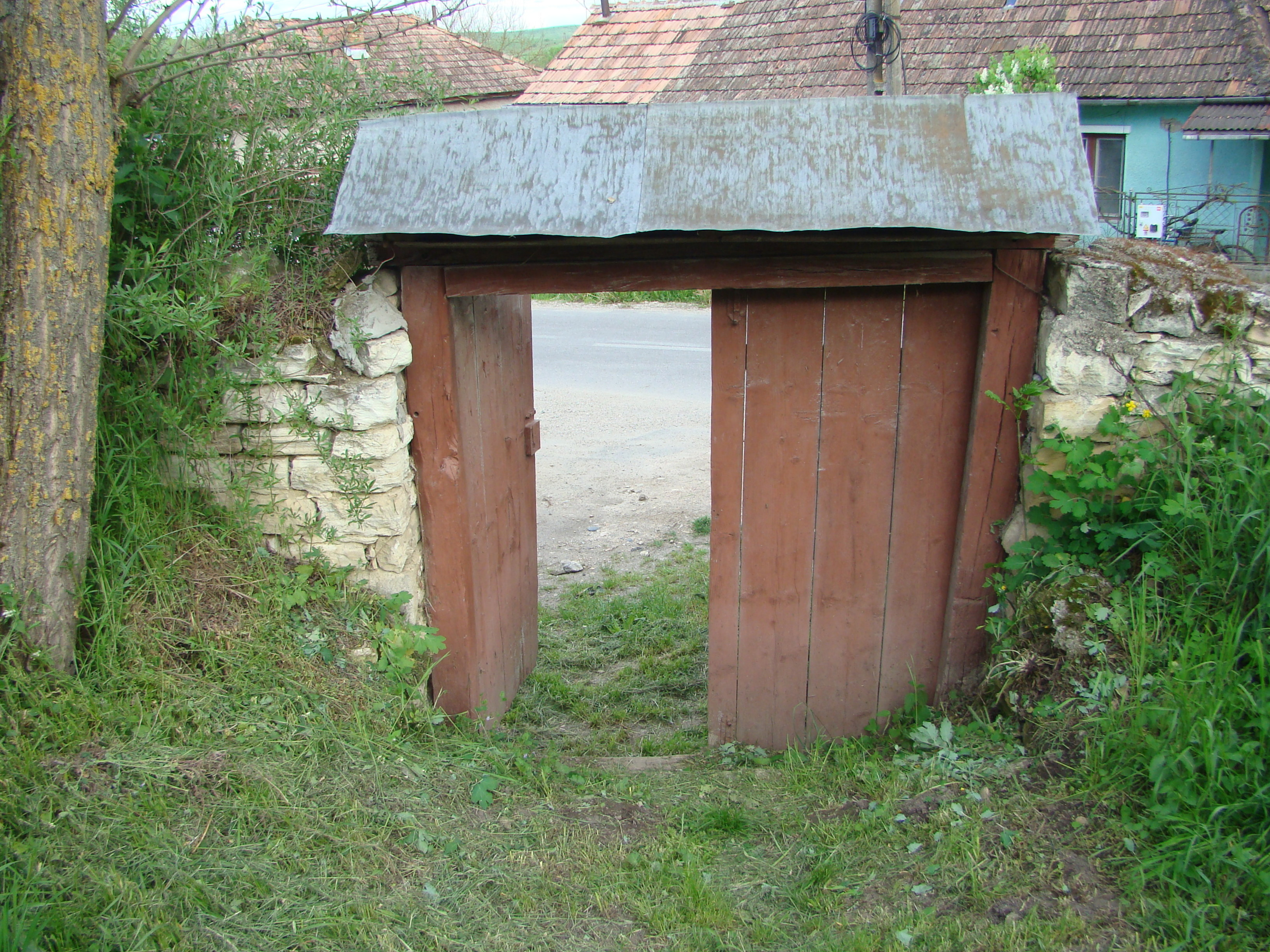
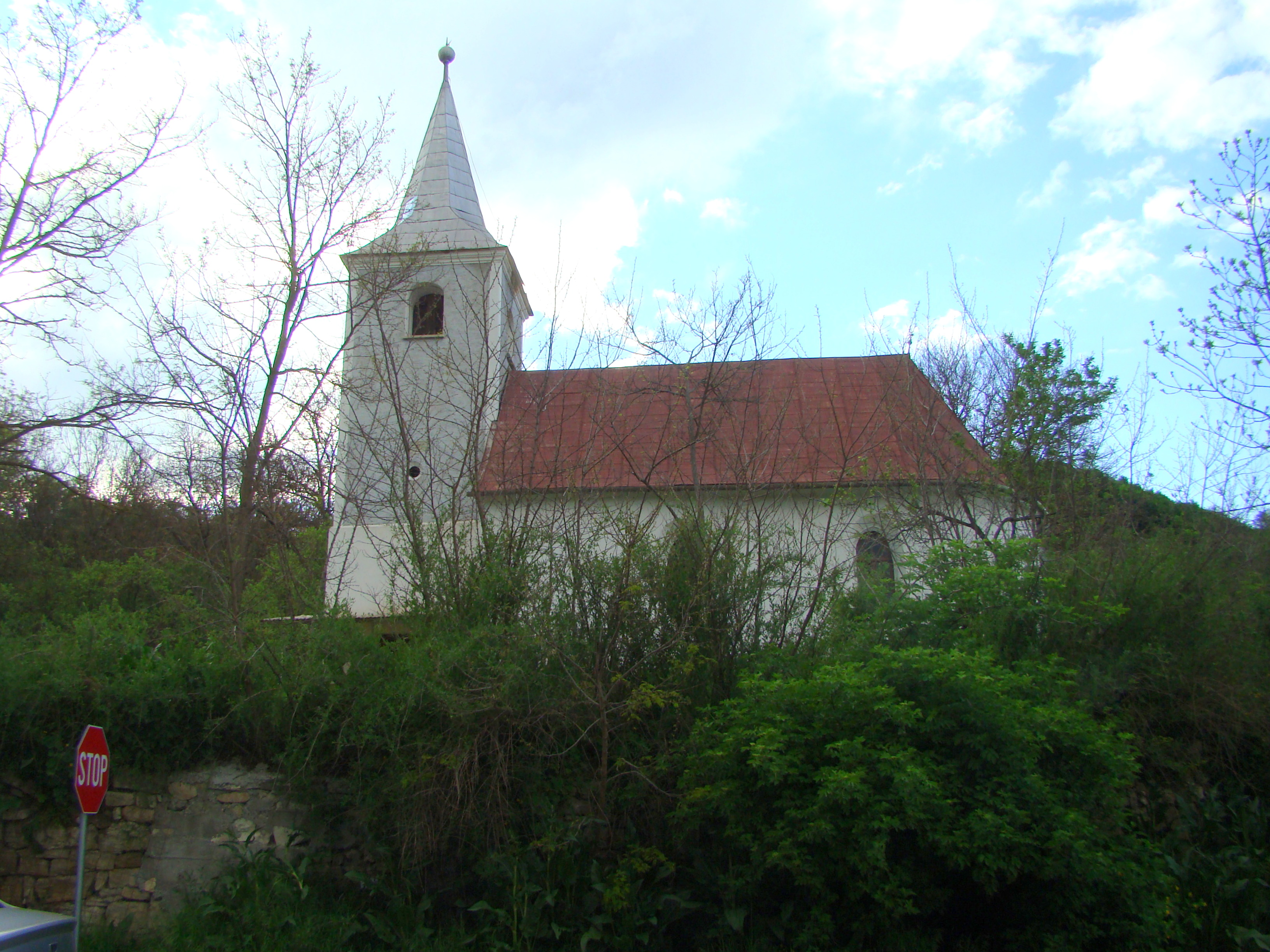